# 아트 팝
아트 팝(Art pop)은 팝 아트, 영화, 아방가르드 문학, 미술, 패션 등 음악 외 영역의 요소와 결합된 팝 음악 장르이다.

## 아티스트
- 10cc
- 아노니
- 벡
- 비요크
- 버글스
- 브라이언 이노
- 크리스틴 앤 더 퀸스
- 데이비드 보위
- 디보
- 덩컨 셰이크
- 그레이스 존스
- 그라임스
- 재팬
- Jenny Hval
- 케이트 부시
- 크라프트베르크
- 로리 앤더슨
- 로드
- 매지컬 클라우즈 (Majical Cloudz)
- 로신 머피
- P.M. Dawn
- 페이브먼트
- 피터 가브리엘
- 록시 뮤직
- 스파크스
- 스테레오랩
- 토킹 헤즈
- 피오나 애플